# 图书分类法

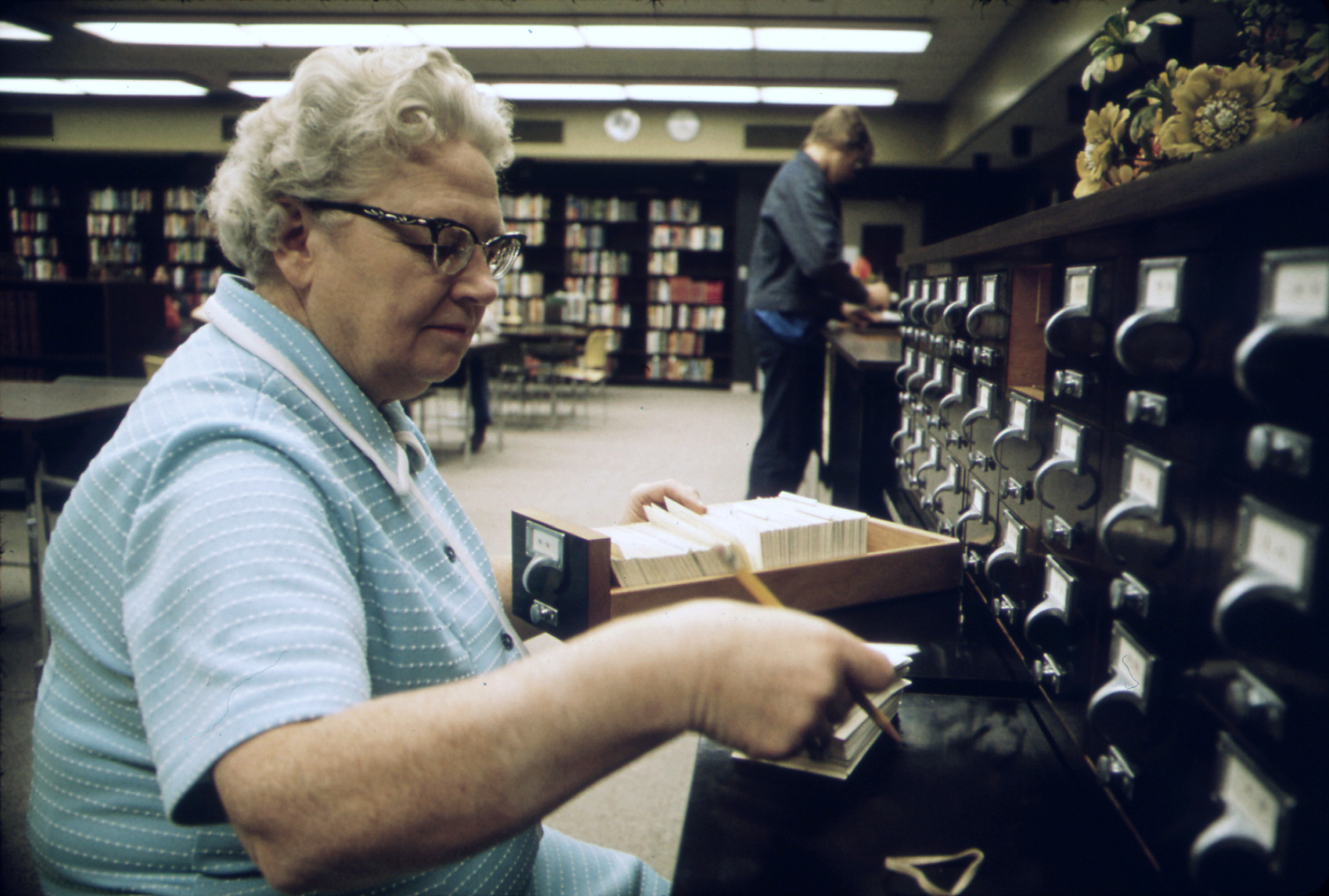
图书馆員正在檢索分类卡

图书分类法（英語：Library classification）是图书馆为方便图书典藏和借阅而采取的一种分类方法，一般分类法分为基本法（按主题分类）和附加法（按年代、地域、语言分类），还可以人为按版本、规格等分类。

## 純數字碼分類法
- 杜威十进制图书分类法
- 通用十进制图书分类法
- 中國圖書分類法
- 賴永祥中文圖書分類法 2007年已改名為《中文圖書分類法》（2007年版）
- 何日章中國圖書十進分類法
- 日本十進分類法
- 中国科学院图书馆图书分类法

## 英數字碼分類法
- 美国国会图书馆图书分类法
- 中国图书馆图书分类法 1999年第四版已改名為《中国图书馆分类法》
- 冒号图书分类法
- 布立斯图书分类法

## 相关参考
- 新纪元大学学院庄璐瑜2019年5月27日 （页面存档备份，存于）